# Охсун
Охсун, Хсун или Шун е български военачалник от IX век, служил на кан Омуртаг.
Носи титлата „жупан-таркан“ и е от рода Кюригир (или Киригир). В негова чест Омуртаг поставя мемориален каменен надпис, според който Охсун се числи към приближените на владетеля, т.нар. „хранени хора“, и умира в битка.

## Надпис
| Оригинал | Превод                                                                                                 |
| --- | --- |
| Κανασυβιγι Ομυρταγ ο Χσουνοσ ο ζουπαν ταρ- κανοσ θρεπτοσ αντροποσ μου ιτον κε απεθαεν ισ το φοσατον. ιτον δε το γενοσ αυτου Κυριγηρ | Канасивиги Омиртаг Хсун жупан тарканът беше мой хранен човек и умря във войската родът му беше Киригир |

### Коментар
Поради това, че надписът е на гръцки и думите не са отделени една от друга съществуват различни тълкувания на оригиналните български имена и титли. Според старогръцко и средногръцко произношение – Киригир и Кюрегир и Кюрегер; сюбиги, ювиги, сивиги. Според това дали има или няма определителен член – Хсун и Охсун, Миртаг и Омиртаг (Муртаг и Омуртаг). Според това дали първата сигма е към първата или към втората дума – канас ивиги (канас ювиги), тоест кан с номинативно окончание или кана сивиги (кана сюбиги).
В българската историческа наука за името на кана на базата и на други негови надписи и чужди източници е утвърдена формата Омуртаг.